# Polyblastia albida
Polyblastia albida är en lavart som beskrevs av Arnold. Polyblastia albida ingår i släktet Polyblastia och familjen Verrucariaceae.  Arten är reproducerande i Sverige. Inga underarter finns listade i Catalogue of Life.